# سلاح الجو الأرجنتيني
سلاح الجو الأرجنتيني (بالإسبانية: Fuerza Aérea Argentina)‏ هو فرع الطيران في القوات المسلحة لجمهورية الأرجنتين. ويضم 14,600 فردا من العسكريين و6،900 من الموظفين المدنيين، وذلك حسب إحصائيات عام 2010م.

## التاريخ

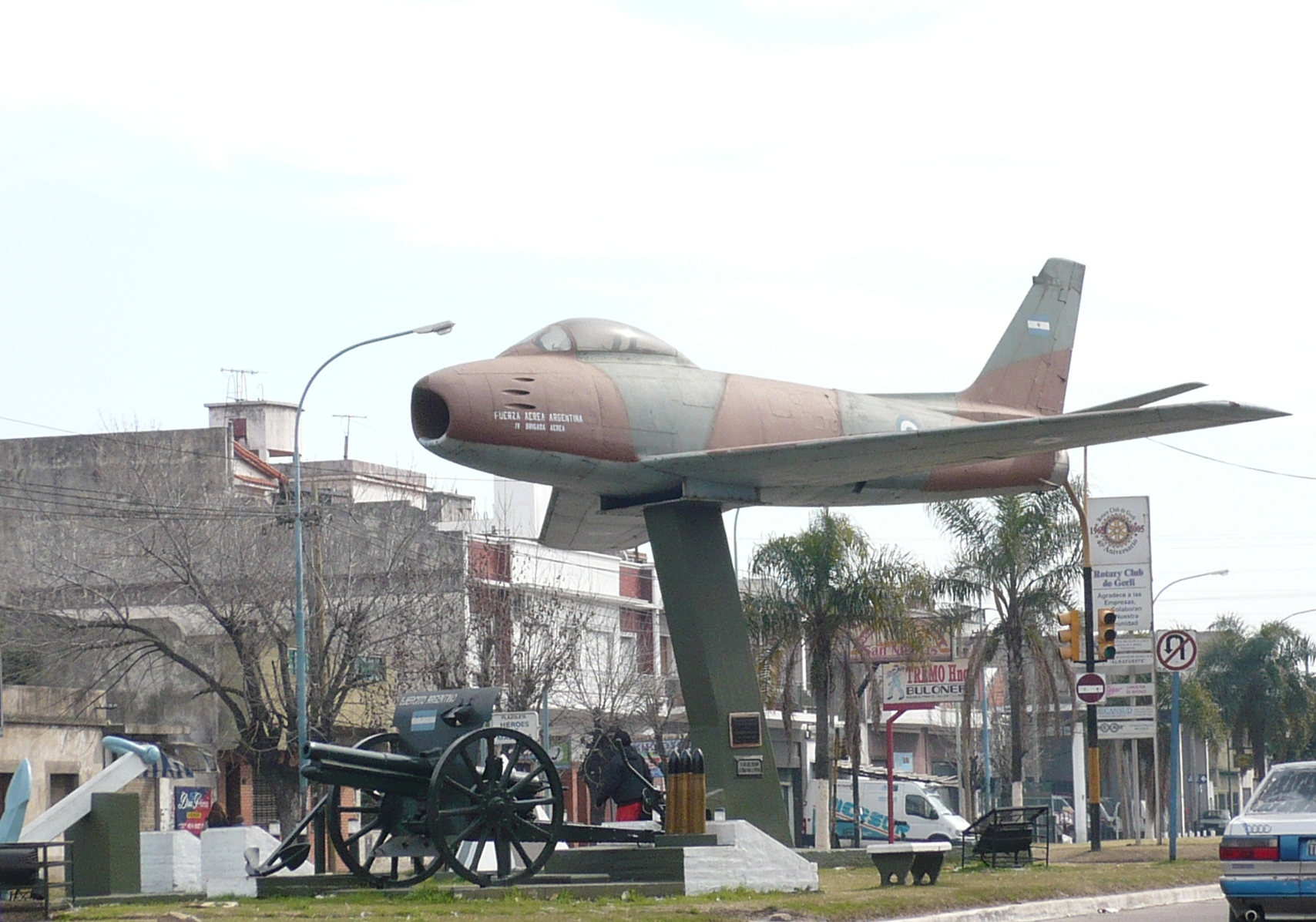
FAA F-86 سيبر

تاريخ القوات الجوية تبدأ مع إنشاء جيش لخدمات الطيران للخطوط الجوية الكوبية ايسكويلا ميليتار (المدرسة العسكرية للطيران) في 10 آب 1912. كان عدد من ضباط الجيش بين رواد الطيران الأرجنتينية، بما في ذلك خورخي نيوبري، وهو ضابط متقاعد البحرية الأرجنتينية. بدأت المدرسة لتتحول الطيارين العسكريين الذين شاركوا في معلما الأحداث في الطيران الأرجنتينية، مثل عبور جبال الانديز.

### فترة ما بين الحربين
في عام 1927 تم إنشاء المديرية العامة للايرونوتيكا (المديرية العامة للملاحة الجوية) لتنسيق الطيران العسكري في البلاد. في ذلك العام نفسه تأسست فابريكا دي ميليتار Aviones (مصنع الطائرات العسكرية، FMA)، والتي ستصبح قلب صناعة الطيران في البلاد، في قرطبة.

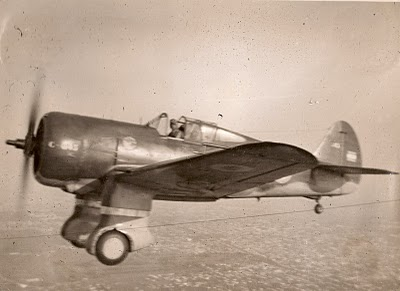
FMA المدمج كيرتس هوك 75 O

بواسطة 1938-1939 كان سلاح الجو الأرجنتيني حوالي 3,200 الموظفين (بما في ذلك نحو 200 ضابط)، والحفاظ على حوالي 230 طائرة. حوالي 150 من هذه كانت تعمل من قبل الجيش وشملت Dewoitine D.27 والمقاتلين كيرتس P-36 هوك؛ بريجيت 19، فارى الثالث وطائرات استطلاع ستيرمان 76 D1؛ نورثروب A-17، أمريكا الشمالية NA-16، ومارتن B-10 طائرة مقاتلة ثقيلة، فوك وولف مهاجم-58 كما طائرات متعددة الأدوار، وشركة لوكهيد الكترا سوبر موديل 14، يونكرز جو 52، دوجلاس دولفين، كيرتس T-32 كوندور الثاني ونقل فيرتشايلد 82. حوالي 80 تم تشغيلها من قبل البحرية وشملت سوبرمارين ساوثهامبتون، سوبرمارين الفظ، فارى الختم، والمتغيرات فوغت O2U قرصان، P2Y الموحدة، وغرومان J2F بطة.

### الحرب العالمية الثانية وبعد الحرب فورا
من قبل 1940 كانت هناك عدة وحدات الهواء في الجيش والبحرية؛ وجاءت الخطوة الأولى نحو إنشاء قوة مستقلة في 11 فبراير 1944 مع إنشاء قيادة الطيران، والتي سوف تستمر لتصبح القوات الجوية الأرجنتينية يوم 4 يناير عام 1945، قوة مستقلة على قدم المساواة مع الجيش والبحرية.

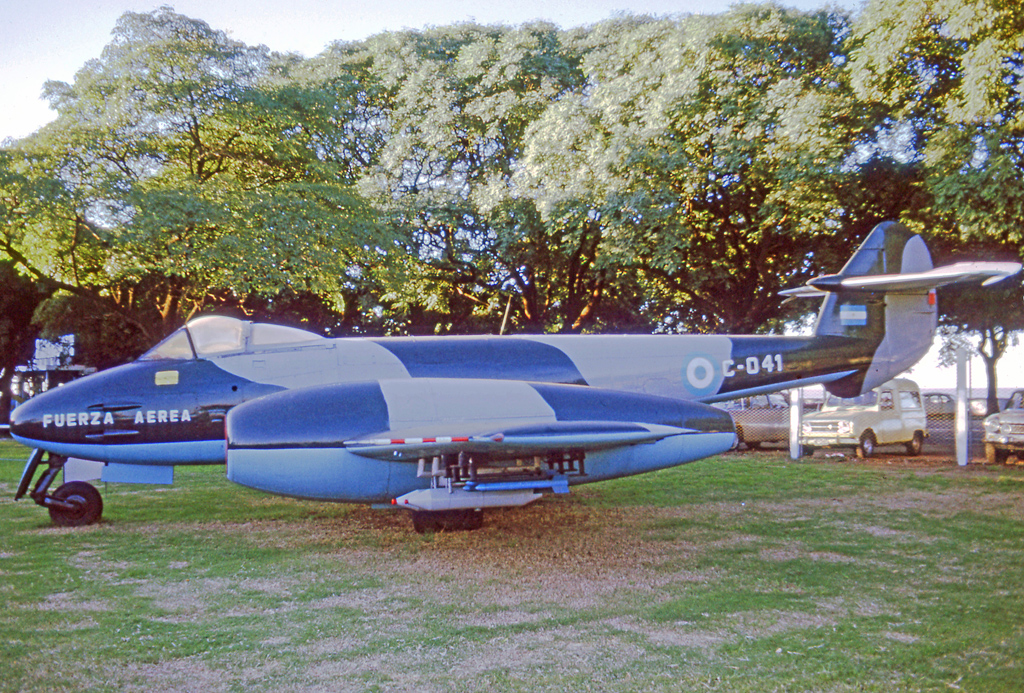
طائرة مقاتلة FAA غلوستر النيزك

مباشرة بعد نهاية الحرب العالمية الثانية، والذي استغرق سلاح الجو الأرجنتيني أي جزء، [بحاجة لمصدر] بدأت عملية التحديث، وتتضمن الطائرات مثل طائرة مقاتلة غلوستر النيزك، وبذلك أصبحت القوة الجوية الأولى في أمريكا اللاتينية مجهزة مع الطائرات ذات الدفع النفاث. بالإضافة إلى ذلك، تم الحصول على عدد من أفرو لينكولن والقاذفات أفرو لانكاستر، وخلق قوة إستراتيجية قوية في المنطقة. مع الفنيين فتوافا السابق، بدأ سلاح الجو أيضا لتطوير طائراتها الخاصة، مثل Pulqui الثاني وPulqui الثاني، مما يجعل الأرجنتين أول دولة في أمريكا اللاتينية والسادس في العالم لتطوير تكنولوجيا طائرة مقاتلة من تلقاء نفسها.

### الدعم القطب الجنوبي
في عام 1952 بدأ سلاح الجو طيران لتوفير الأسس العلمية في القطب الجنوبي باستخدام مجهزة للتزلج C-47S وإنشاء قاعدة مارامبيو في 25 أيلول 1969. في 11 أبريل 1970 أنها بدأت تهبط طائرات C-130 هيركوليز، عندما TC-61 بقيادة العميد ارتورو شركة اتوس للGandolfi كان أول طائرة على الهبوط في مارامبيو، يقال والطائرة الرئاسية من طراز فوكر F-28 زمالة T-01 باتاغونيا أن تكون الطائرة الأولى قد هبطت في مارامبيو، في 28 تموز 1973. ومنذ 1970 تنتشر أيضا التوأم ثعالب الماء. وفي أكتوبر 1973 بدأت القوات المسلحة الأنغولية عملية Transantar، وتحقيق أول رحلة عبر القطب الجنوبي ثلاثة القاري في التاريخ عندما حلقت طائرة C-130 بين ريو غاليغوس؛ مارامبيو، الأرجنتيني القارة القطبية الجنوبية؛ كرايستشيرش، نيوزيلندا وكانبيرا، أستراليا.

### التحديث وحرب الفوكلاند
خلال 1970 القوات الجوية إعادة تجهيز نفسها مع الطائرات الحديثة، بما في ذلك الصواريخ الاعتراضية ميراج الثالث، IAI خنجر مقاتلة متعددة المهام (المشتقات الإسرائيلي للميراج V)، A-4 طائرات سكاي هوك وهجوم طائرات الشحن C-130 هيركوليز. طائرة لمكافحة التمرد، وPucará، وكان يستخدم أيضا في أعداد كبيرة.
حرب الفوكلاند، وقع عدد كبير على سلاح الجو، الذي خسر 60 طائرة. بعد الحرب، وذلك بسبب الوضع الاقتصادي المتدهور، والمعارضة الدولية وانعدام الثقة السياسية للجيش، ورفض سلاح الجو الموارد اللازمة لاستبدال خسائر الحرب. هذا، إلى جانب الميزانيات المتناقصة، مما أدى إلى فترة من انخفاض النشاط المتزايد وتقادم المعدات.

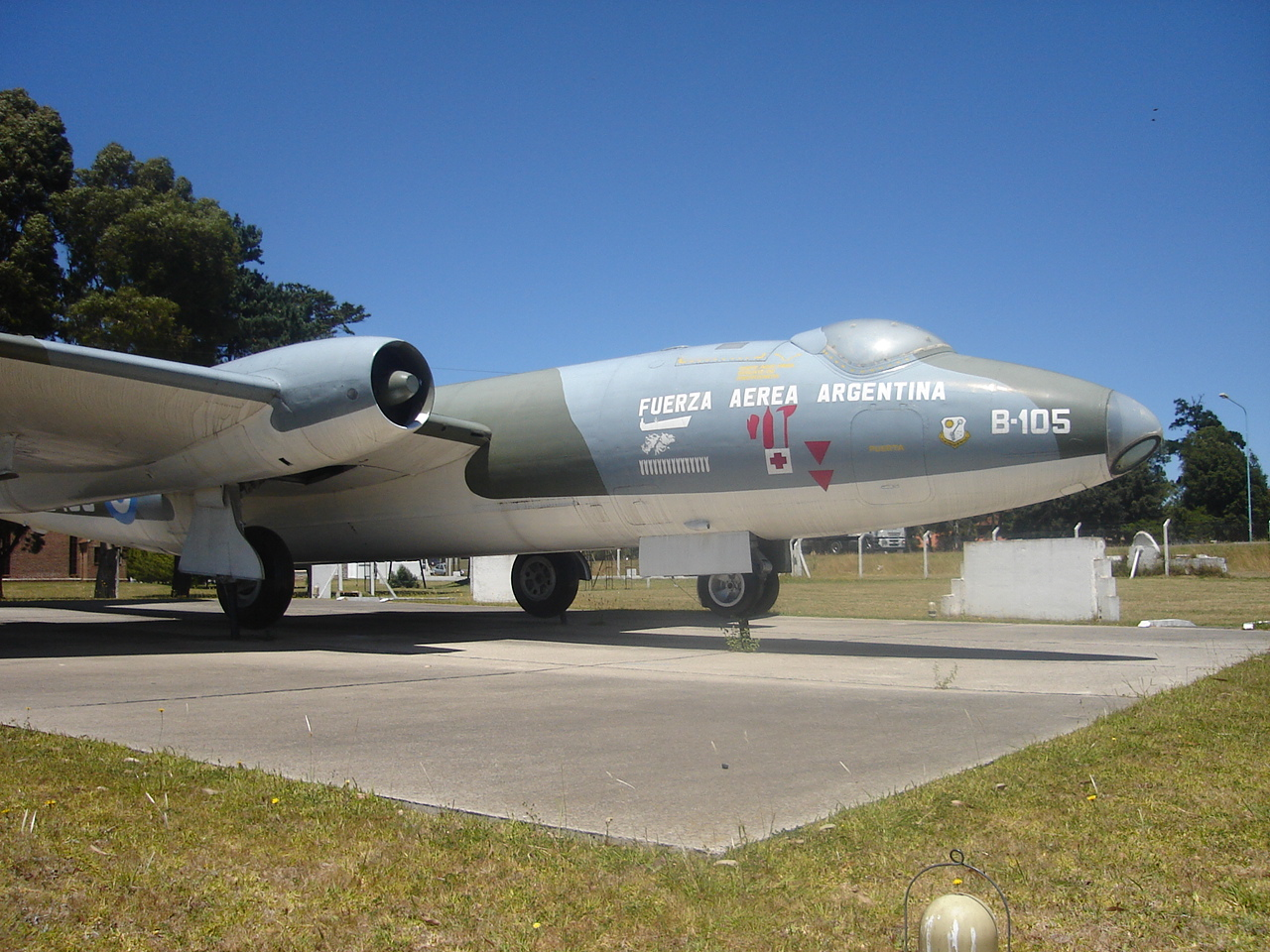
كانبيرا المحفوظة في مار دل بلاتا

بعد الحرب فرضت بريطانيا حظرا للأسلحة على الأرجنتين، والذي توقف في 1990. بعد محاولات للحصول على فائض IAI كفير أو F-16As فشلت لأسباب اقتصادية وسياسية، باعت الولايات المتحدة العسكرية الأرجنتين 36 A-4AR Fightinghawk، نسخة مجددة ومطورة من سكاي هوك A-4 المستخدمة في الحرب.

### تقديم الدعم لبعثات حفظ السلام للأمم المتحدة
وقد شاركت القوات المسلحة الأنغولية إلى حد كبير في بعثات حفظ السلام للأمم المتحدة في جميع أنحاء العالم. أرسلوا طائرة بوينغ 707 لحرب الخليج عام 1991. منذ عام 1994 وتقدم الوحدة الجوية للامم المتحدة (UNFLIGHT) في قبرص تحت ولاية القوة من قبل القوات المسلحة الأنغولية، بعد أن حقق 10,000 ساعة طيران بحلول عام 2003 دون أي حوادث. والقوات المسلحة الأنغولية لديها أيضا منذ عام 2005 نشر مروحيات بيل 212 إلى هايتي في إطار بعثة الولاية.

### في القرن 21
في أوائل عام 2005 وأقال أعلى سبعة عشر عمداء من سلاح الجو، بما في ذلك رئيس الأركان، العميد كارلوس رود، الرئيس نيستور كيرشنر في أعقاب فضيحة تهريب المخدرات عبر مطار إيزيزا الدولي. استشهد كيرشنر الفشل في أنظمة أمن المطارات الأرجنتيني (التي كانت تشرف عليها الشرطة الوطنية للملاحة الجوية، وهي فرع من سلاح الجو) والتغطية على الفضيحة؛ أصبح لاحقا يعرف أن العديد من الوكالات الحكومية، ومن بينها وزارة الداخلية وإدارة الجمارك والأمانة العامة للاستخبارات دولة عرف عن الاتجار بالمخدرات. [بحاجة لمصدر]
الشواغل الأساسية للقوات الجوية اعتبارا من عام 2010 هي إنشاء شبكة رادار للسيطرة على المجال الجوي للبلاد، واستبدال طائراتها القديمة القتالية (ميراج III، V ميراج) وإدماج التكنولوجيات الجديدة. إمكانية شراء فائض المقاتلين 2000C ميراج الفرنسية سلاح الجو، مثل الخيار الذي تم اختياره من قبل سلاح الجو البرازيلي، فقد اعتبر.
منذ 1990 أنشأت FAA علاقات جيدة مع جيرانها، والقوات الجوية البرازيلية والتشيلية. يجتمعون سنويا، على أساس التناوب، في تدريبات مشتركة Cruzex في البرازيل، سايبو في الأرجنتين وSalitre في تشيلي.

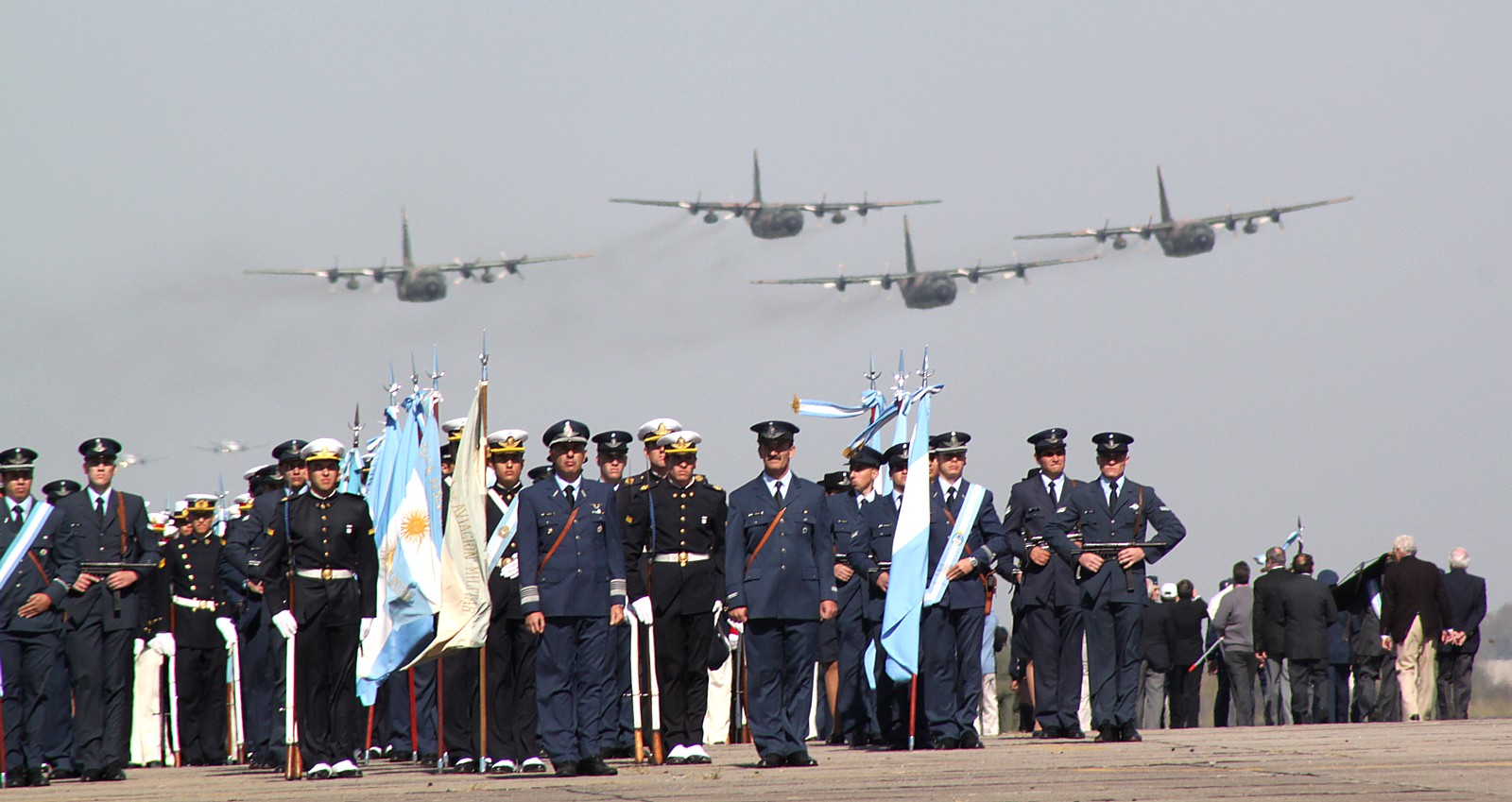
C-130S في الهواء 2010 مهرجان المعرض

في عام 2007 تم تحويل FAA FMA IA 58 Pucará استخدام محرك تعمل على تعديل المشتقة من الصويا وقود الطائرات الحيوي. المشروع الممول والموجه من قبل الحكومة الأرجنتينية (الأمينة دي Ciencia TECNOLOGIA ه Innovación دي لا ناسيون Productiva)، جعلت الأرجنتين الأمة الثانية في العالم لدفع طائرة مع الوقود biojet. الغرض من المشروع هو جعل FAA أقل اعتمادا على الوقود الأحفوري.
اعتبارا من عام 2010 واستمرت القيود المفروضة على الميزانية، مما يؤدي إلى حل المشاكل بوينغ 707 سرب النقل والصيانة لنصف أسطول C-130 هيركوليز. كان هذا واضحا بشكل خاص عندما، في غضون أيام في شهر مارس، يمكن أن ينظر إلى نفس الطائرة C-130، بالإضافة إلى مهامها الروتينية، والسفر إلى 3 مرات لهايتي، 9 مرات إلى شيلي (في كلتا الحالتين إيصال المساعدات الإنسانية) والقيام أيضا إنزال إعادة الإمداد إلى قاعدة القطب الجنوبي الجنوبي الأرجنتيني بلغرانو الثاني.
في آب 2010 تم توقيع عقد لطائرتي هليكوبتر من طراز Mi-17E، بالإضافة إلى تشكيل الخيار على مزيد من ثلاثة، من أجل دعم أسس القطب الجنوبي على الرغم من عدم الوجهة الرسمية كانت لهم الإفراج عن بعد، ويمكن أن يتم تعيين لطيران الجيش الأرجنتيني.
الأرجنتين تعتزم شراء المستعملة F1Ms ميراج من إسبانيا في عام 2013 ولكن تم وضع هذا الاتفاق على عقد لأسباب فنية وسياسية. قد تم إلغاء صفقة F1 لصالح صفقة دولار أمريكي 500M لمدة ثمانية عشر كفير جديدة الصنع 60S كتلة، والتي يمكن لإسرائيل أن تقدم في غضون 15 شهرا من عقد يجري توقيعه. ألغيت الصفقة F1 الإسبانية ميراج مارس 2014 من قبل إسبانيا بعد ضغوط من المملكة المتحدة إلى عدم مساعدة في تحديث القوات المسلحة الأنغولية على التوترات بين البلدين على جزر فوكلاند.

## التنظيم
سلاح الجو الأرجنتيني هو واحد من الفروع الثلاثة للجيش الأرجنتيني، بعد أن وضع متساو مع الجيش والبحرية. رئيس الأرجنتين هو القائد العام للقوات المسلحة من جميع الخدمات الثلاث.
ويرأس القوات الجوية من قبل رئيس هيئة الأركان العامة، وإزالة عين مباشرة من قبل الرئيس. رئيس هيئة الأركان للقوات الجوية عادة ما يحمل رتبة العميد، وهو أعلى رتبة في القوات الجوية. وانتدب رئيس الأركان من قبل نائب رئيس هيئة الأركان العامة وثلاثة ضباط كبار المسؤول عن القوات الجوية ثلاثة أوامر: قيادة العمليات الجوية، وقيادة الأفراد وقيادة العتاد.
قيادة العمليات الجوية هي فرع من فروع القوات الجوية مسؤولة عن الدفاع والفضاء، والعمليات الجوية، والتخطيط، والتدريب والتقنية والدعم اللوجستي للوحدات الهواء. تابعة لقيادة العمليات الجوية هي كتائب الهواء، ووحدات المنطوق الرئيسية للقوة الجوية. ما مجموعه ثماني كتائب الهواء حاليا التشغيلية. ويقع مقر قيادة ألوية في القواعد الجوية العسكرية (BAMS).
يرصد كل واء الهواء من ثلاث مجموعات، كل تحمل رقم نفس أمهم لواء. وتشمل هذه المجموعات:
- واحد المجموعة الهواء، التي تعمل فيها الطائرات المخصصة للواء. تنقسم المجموعة الهواء في عدد متغير من السرب الجوي. المجموعات الهواء قد يكون اسمه وفقا لمهمتها الأساسية، على سبيل المثال مجموعة الهواء المتخصصة في عمليات مقاتلة يتلقى تسمية مقاتلة مجموعة (غروبو دي كازا). ويشمل القوات الجوية حاليا ثلاث مجموعات مقاتلة (4، 5 و6)، واحدة المجموعة هجوم (3)، واحدة مجموعة النقل (1) وثلاث مجموعات الهواء العادي (2، 7 و9). مجموعة الهواء 7 يعمل جميع طائرات هليكوبتر تابعة لسلاح الجو، في حين يتضمن 2 وحدة استطلاع الصغيرة وكذلك طائرات النقل الخفيفة. 9 المجموعة الهواء هي وحدة النقل الخفيفة.
- واحد المجموعة الفنية، المسؤول عن صيانة وإصلاح الطائرات في لواء.
- واحد المجموعة قاعدة، المسؤولة عن القاعدة الجوية نفسها، والتنبؤ بالطقس، التحكم في الطيران، وصيانة المدرج، الخ وتشمل المجموعات قاعدة أيضا رحلات قاعدة، تصنع عادة تتكون من اثنين أو ثلاث طائرات الاتصال.

قيادة الموظفين هي المسؤولة عن التدريب والتعليم، وتعيين ورفاهية أفراد سلاح الجو. تحت سيطرة قيادة الموظفين هي المدرسة العسكرية للطيران (التي تربي ضباط مستقبل القوة الجوية)، القوة الجوية ضابط صف (ضابط صف) مدرسة والوحدات التعليمية والتدريبية الأخرى.
يتعامل قيادة العتاد مع تخطيط وتنفيذ الخدمات اللوجستية للقوات الجوية فيما يتعلق الطيران والعتاد الأرض. ويشمل العتاد القيادة «كيلميس» و«ريو كوارتو» المناطق العتاد (إصلاح وصيانة وحدات) و«ش بالومار» لوجستية المنطقة.

### الرتب
ضباط
ضباط ارتداء شارات رتبهم في سواعدهم، في نمط مبين أدناه. وهناك أيضا لوحات الكتف مع نفس شارات (وإن كان في الرمادي) للصفوف بين الراية والكومودور. ضباط عامة ارتداء وحات الكتف مختلفة.
| Insignia | Equivalent NATO Rank Code | Rank in Spanish   | Rank in English   | Commonwealth equivalent | US Air Force equivalent |
| -------- | ------------------------- | ----------------- | ----------------- | ----------------------- | ----------------------- |
|          | OF-9                      | Brigadier General | Brigadier General | Air Chief Marshal       | General                 |
|          | OF-8                      | Brigadier Mayor   | Brigadier-Major   | فريق طيار               | Lieutenant General      |
|          | OF-7                      | Brigadier         | Brigadier         | Air Vice-Marshal        | Major General           |
|          | OF-5                      | Comodoro          | Commodore         | قائد سرب ‏               | Colonel                 |
|          | OF-4                      | Vicecomodoro      | Vice-Commodore    | قائد جناح               | Lieutenant Colonel      |
|          | OF-3                      | Mayor             | Major             | قائد سرب                | Major                   |
|          | OF-2                      | Capitán           | Captain           | Flight Lieutenant       | Captain                 |
|          | OF-1                      | Primer Teniente   | First Lieutenant  | Flying Officer          | First Lieutenant        |
|          | OF-1                      | Teniente          | Lieutenant        | ملازم طيار              | Second Lieutenant       |
|          | OF-D                      | Alférez           | Ensign            | Acting Pilot Officer    | Second Lieutenant       |

الأفراد المجندين وضباط الصف
| Insignia | Rank in Spanish      | Rank in English                           | US Air Force equivalent                              | RAF equivalent                            |
| -------- | -------------------- | ----------------------------------------- | ---------------------------------------------------- | ----------------------------------------- |
|          | Suboficial Mayor     | Sub-Officer Major                         | Chief Master Sergeant, Command Chief Master Sergeant | مساعد (رتبة عسكرية)                       |
|          | Suboficial Principal | Principal Sub-Officer                     | رقيب أول ‏                                            | Chief Technician                          |
|          | Suboficial Ayudante  | Staff Sub-Officer or Adjutant Sub-Officer | رقيب أول (رتبة عسكرية)                               | Flight Sergeant                           |
|          | Suboficial Auxiliar  | Auxiliary Sub-Officer                     | رقيب تقني ‏                                           | رقيب                                      |
|          | Cabo Principal       | Principal Corporal                        | رئيس رقباء (رتبة عسكرية)                             | Corporal                                  |
|          | Cabo Primero         | Corporal First Class                      | Senior Airman                                        | Junior Technician                         |
|          | Cabo                 | Corporal                                  | Airman First Class                                   | Senior Aircraftman/Senior Aircraftwoman   |
|          | Voluntario Primero   | Volunteer First Class                     | طيار جوي ‏                                            | Leading Aircraftman/Leading Aircraftwoman |
|          | Voluntario Segundo   | Volunteer Second Class                    | Airman Basic                                         | Aircraftman/Aircraftwoman                 |

### سام المعركة

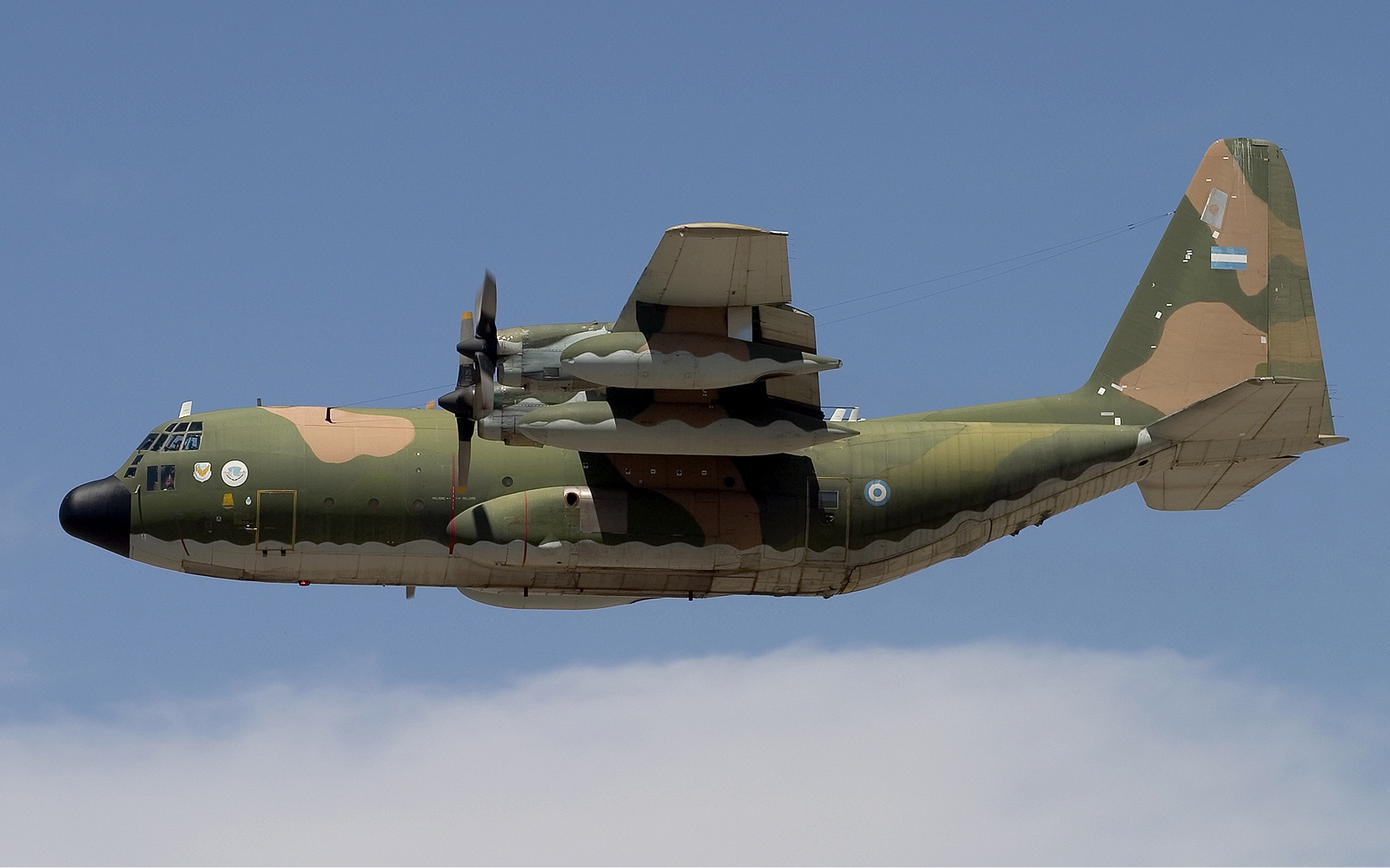
KC-130H طائرات التزود بالوقود جوا.

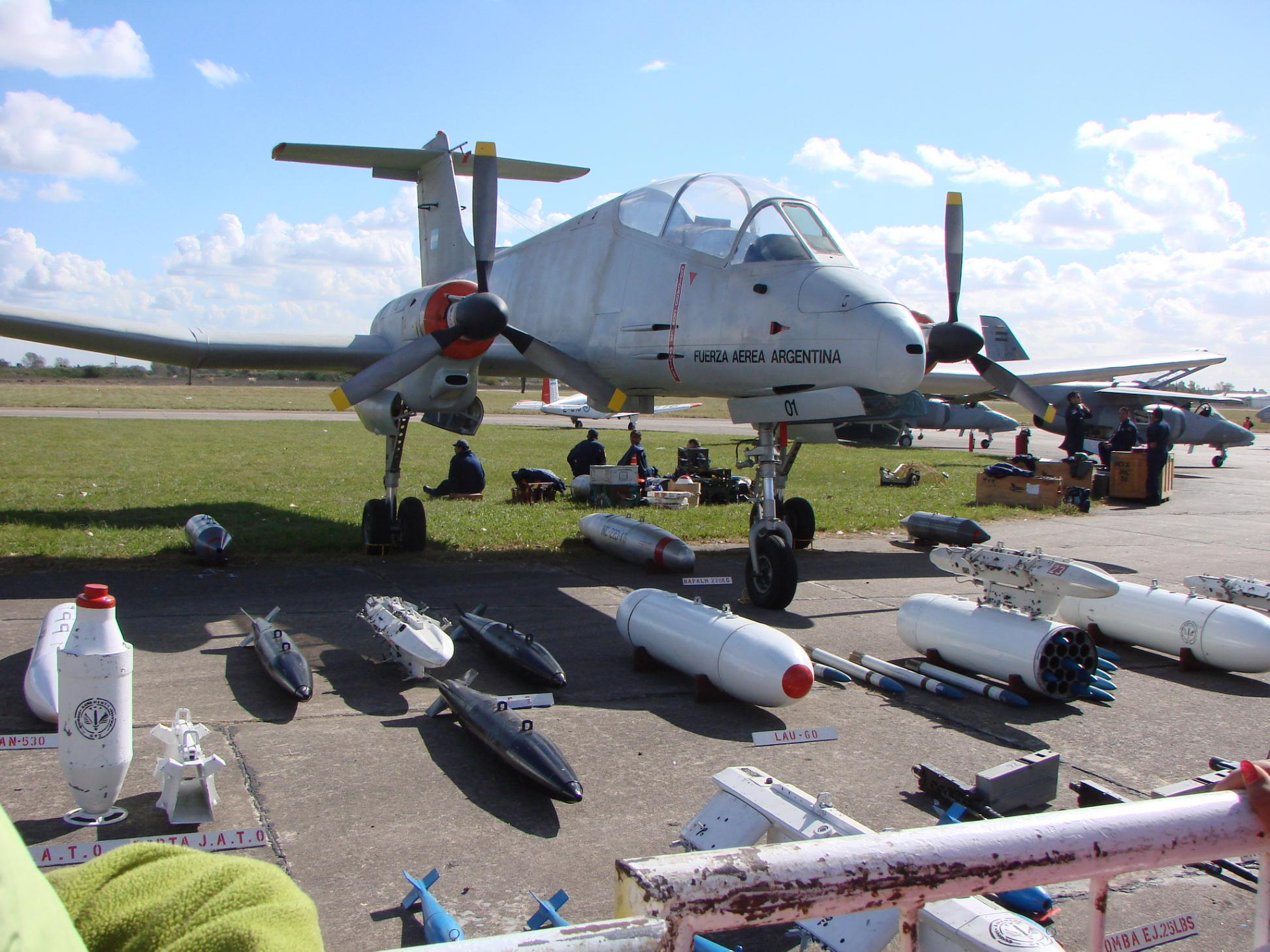
IA-58A Pucará طائرات مكافحة التمرد.

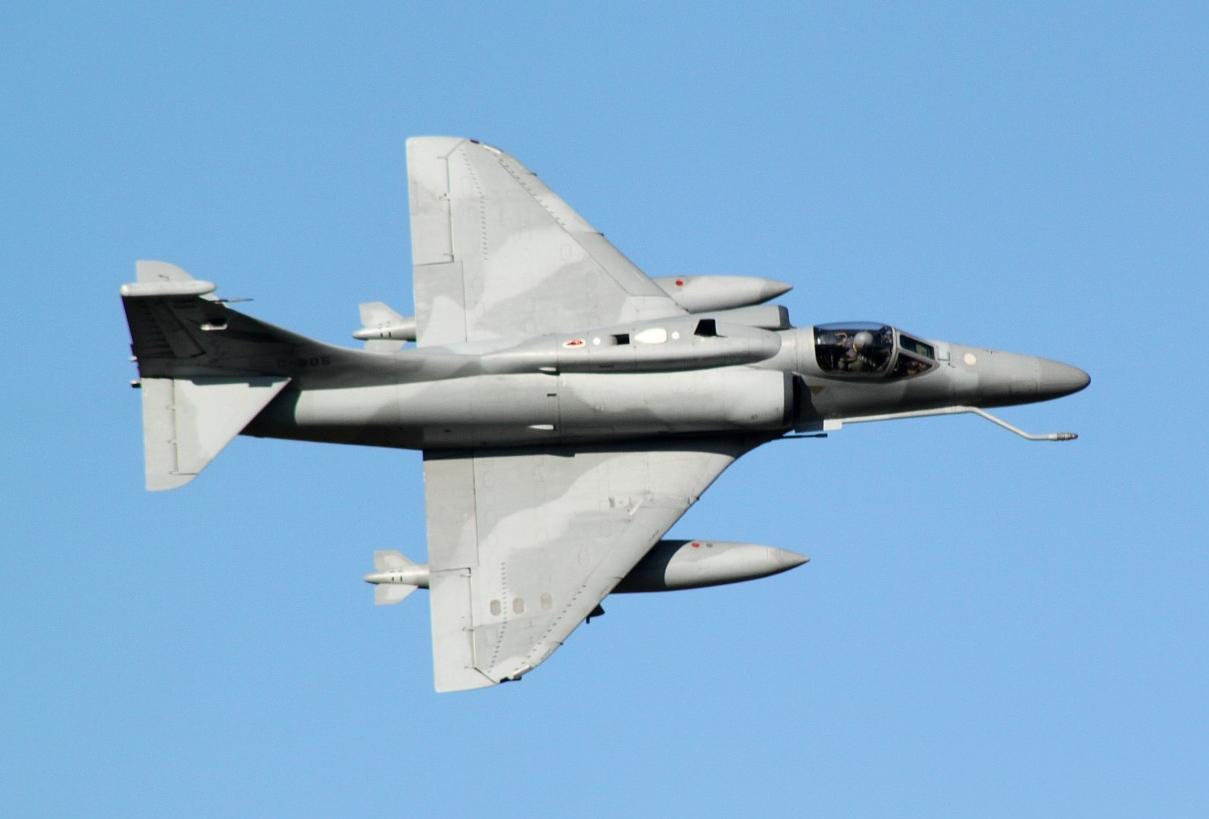
A-4AR (Fightinghawk) طائرات الهجوم الأرضي.

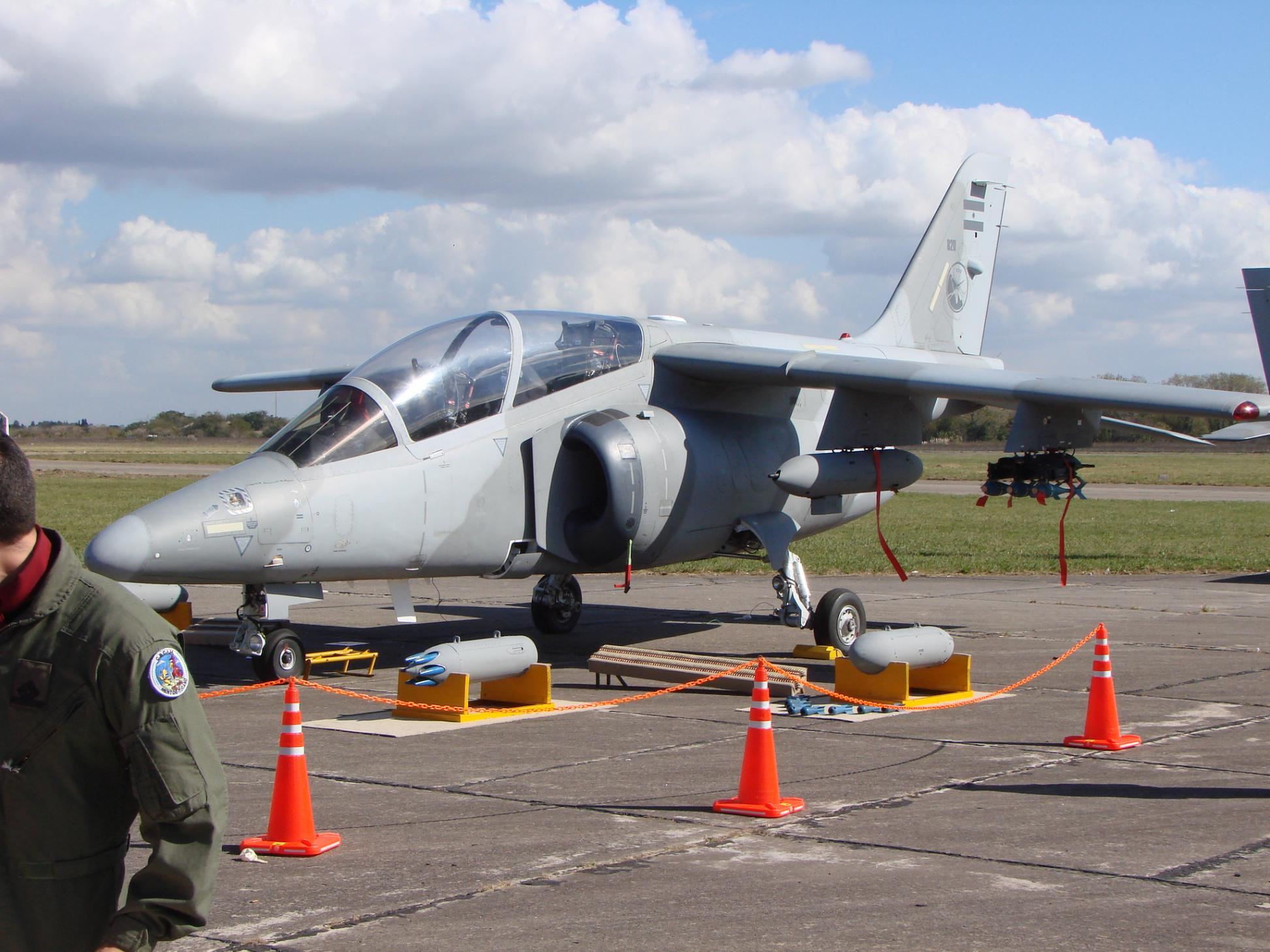
طائرات التدريب FMA بامبا.

- اللواء 1 الهواء (ش بالومار القاعدة الجوية العسكرية، مقاطعة بوينس آيرس) في ش مطار بالومار

1. 1 سرب النقل الجوي (C-130 هيركوليز)
2. 2 النقل الجوي سرب (فوكر F-28)

- 2 لواء الهواء (بارانا القاعدة الجوية العسكرية، مقاطعة انتري ريوس) في العامة خوستو خوسيه دي أوركيزا مطار

1. 2 سرب الاستطلاع (يرجيت 35 A)
2. 4 نقل الجوي سرب (فوكر F-27)

- 3 اللواء الجوي (الاسترداد قاعدة العسكرية الجوية، مقاطعة سانتا) في مطار دانيال جوكيك

1. 2 هجوم سرب (بوكارا 58)
2. 3 هجوم سرب (بوكارا 58)

- 4 واء الهواء (ش ميندوزا قاعدة العسكرية الجوية، مقاطعة مندوزا) في فرانسيسكو مطار محافظ جابريلى الدولي

1. 1 سرب تدريب (FMA IA 63 بامبا السلسلة 2)
2. 3 البحث والإنقاذ السرب (SA-315B لاما)
3. 4 كروز ديل سور للاستعراضات الجوية سرب (سو 29)
4. مدرسة مقاتلة

- 5 واء الهواء (فيلا رينولدز القاعدة الجوية العسكرية، سان لويس مقاطعة) في مطار فيلا رينولدز

1. 1 المقاتلة القاذفة سرب (لوكهيد مارتن إيه-4إيه آر فايتنغهوك)
2. 2 المقاتلة القاذفة سرب (لوكهيد مارتن إيه-4إيه آر فايتنغهوك)

- 6 واء الهواء (تانديل قاعدة الجوية العسكرية، مقاطعة بوينس آيرس، ميراج IIIEA / DA، ميراج 5PA، IAI فنجر) في مطار تانديل

1. 1 المقاتلة القاذفة سرب (AMD ميراج 5P مارا)
2. 2 المقاتلة القاذفة سرب (IAI فنجر)
3. 3 سرب الهواء المعترض (AMD ميراج IIIEA / DA)

- 7 واء الهواء (مورينو قاعدة الجوية العسكرية، مقاطعة بوينس آيرس) في مطار ماريانو مورينو

1. 1 البحث والإنقاذ سرب (بيل 212)
2. 2 التكتيكي السرب (هيوز 500D)
3. 3 سرب (UH-1H)
4. 4 سرب (UH-1H، هيوز 500E)

- 9 واء الهواء (كومودورو ريفادافيا القاعدة الجوية العسكرية، تشوبوت) في مطار إنريكي العام موسكوني الدولي

1. 6 النقل الجوي سرب (SAAB 340B)
2. 7 النقل الجوي سرب (DHC-6 توين اوتر)

- مدرسة الطيران العسكرية (قرطبة، مقاطعة قرطبة)

1. المنزلق الطيران
2. خدمات السرب
3. مينتور سرب (مينتور B-45)
4. توكانو سرب (امبراير توكانو EMB-312)

- مجموعة العمليات الخاصة (قالب:انج وفاق)
- AGRUPACION العسكرية الجوية Presidencial، وحدة النقل الرئاسي

## جرد الطائرات
القوات المسلحة الأنغولية وتعمل 177 طائرة من مختلف الأنواع.
| Aircraft                               | Photo        | Origin           | Type                                  | Versions           | Quantity     | Notes                                                               |
| طائرة مقاتلة                           | طائرة مقاتلة | طائرة مقاتلة     | طائرة مقاتلة                          | طائرة مقاتلة       | طائرة مقاتلة | طائرة مقاتلة                                                        |
| -------------------------------------- | ------------ | ---------------- | ------------------------------------- | ------------------ | ------------ | ------------------------------------------------------------------- |
| A-4AR Fighting hawk                    |              | الولايات المتحدة | طائرة هجوم أرضي                       | A-4AR OA-4AR       | 233          | 23 currently in service.One tandem OA-4AR lost on 14 February 2013. |
| بوكارا 58                              |              | الأرجنتين        | Counter-insurgency aircraft           | IA-58A             | 32           | محرك مروحة عنفية aircraft. 30 will be upgraded.                     |
| Trainer aircraft                       |              |                  |                                       |                    |              |                                                                     |
| FMA IA 63 Pampa II ‏                    |              | الأرجنتين        | Trainer aircraftطائرة هجوم أرضي       | AT-63              | 19           | 40 more on order, 28 for the air force and 12 for the navy.         |
| إمبراير إي إم بي 312 توكانو            |              | البرازيل         | Trainer aircraft                      | EMB-312            | 26           | 6 are on lease from Brazil.                                         |
| سوخوي سو-29                            |              | روسيا            | Aerobatic aircraft                    | Su-29              | 7            |                                                                     |
| Grob G 120TP                           |              | ألمانيا          | Trainer aircraft                      | Grob G-120TP       | 4            | 10 ordered, 5 optional                                              |
| Transport and التزود بالوقود جوا       |              |                  |                                       |                    |              |                                                                     |
| سي-130                                 |              | الولايات المتحدة | التزود بالوقود جواTransport aircraft  | KC-130HC-130HL-100 | 271          |                                                                     |
| Saab-340                               |              | السويد           | Airliner                              | Saab-340B          | 4            |                                                                     |
| ليرجيت 35                              |              | الولايات المتحدة | Utility transport                     | 35A                | 3            |                                                                     |
| فوكر إف27 فريند شيب                    |              | هولندا           | Utility transport                     |                    | 5            |                                                                     |
| فوكر إف 28 فلوشيب                      |              | هولندا           | Utility transport                     |                    | 5            |                                                                     |
| دي هافيلاند كندا دي إتش سي 6 توين أوتر |              | كندا             | Utility transport                     | DHC-6-200          | 8            |                                                                     |
| Transport VIP                          |              |                  |                                       |                    |              |                                                                     |
| بوينغ 757                              |              | الولايات المتحدة | وجيه                                  | T-01               | 1            |                                                                     |
| Learjet 60                             |              | الولايات المتحدة | وجيه                                  |                    | 1            |                                                                     |
| Helicopters                            |              |                  |                                       |                    |              |                                                                     |
| Aérospatiale SA 315 Lama ‏              |              | فرنسا            | البحث والإنقاذ                        | SA 315B            | 2            |                                                                     |
| Bell 212 Twin Huey                     |              | الولايات المتحدة | Utility helicopter                    |                    | 8            |                                                                     |
| ميل مي-17                              |              | روسيا            | Utility helicopter                    | Mi-171E            | 2            |                                                                     |
| بيل 412                                |              | الولايات المتحدة | Utility helicopter                    | Bell 412           | 2            |                                                                     |
| إم دي 500                              |              | الولايات المتحدة | Utility helicopterTraining helicopter | 500D/E             | 12           |                                                                     |

### الطائرات تقاعد مؤخرا
- IAI خنجر (IAI فنجر) كان 14 في الخدمة، أخرجت من الخدمة في عام 2012 [بحاجة لمصدر]
- داسو ميراج 5 أخرجت من الخدمة في عام 2012 [بحاجة لمصدر]
- داسو ميراج الثالثة الاستغناء عنها في عام 2011 [بحاجة لمصدر]

## ببليوغرافيا
- International Institute for Strategic Studies؛ Hackett, James (ed.) (3 فبراير 2010). The Military Balance 2010. لندن: روتليدج. ISBN:1-85743-557-5. {{استشهاد بكتاب}}: |مؤلف2= باسم عام (مساعدة)

## وصلات خارجية
- Official website (بالإسبانية)
- Organization and equipment (بالإنجليزية)